# Eidenborn
Eidenborn ist ein Stadtteil von Lebach im Landkreis Saarlouis im Saarland. Bis Ende 1973 war Eidenborn eine eigenständige Gemeinde.
Eidenborn liegt nahe am Mittelpunkt des Saarlandes (ca. 2 km entfernt in Falscheid).

## Geschichte
Im Rahmen der saarländischen Gebiets- und Verwaltungsreform wurde die bis dahin eigenständige Gemeinde Eidenborn am 1. Januar 1974 der Gemeinde Lebach zugeordnet.

## Örtliche Einrichtungen & Verein
- Kegelsportfreunde Wiesbach/Eidenborn
- Katholische Kirche Heiliger Peter von Mailand
- Katholische Frauengemeinschaft
- Kulturgemeinschaft Eidenborn e. V.
- Tennisverein  TC Grün Weiß Eidenborn

Die Grundschule im Ort wurde zum Schuljahr 2005/2006 auf Grund von Sparmaßnahmen der saarländischen Landesregierung geschlossen.
Das Gebäude steht örtlichen Vereinen zur Verfügung.